# Cyphoderus albinus
Cyphoderus albinus är en urinsektsart som beskrevs av Hercule Nicolet 1842. Cyphoderus albinus ingår i släktet Cyphoderus och familjen myrhoppstjärtar. Arten är reproducerande i Sverige. Inga underarter finns listade i Catalogue of Life.